# Tobias Keller

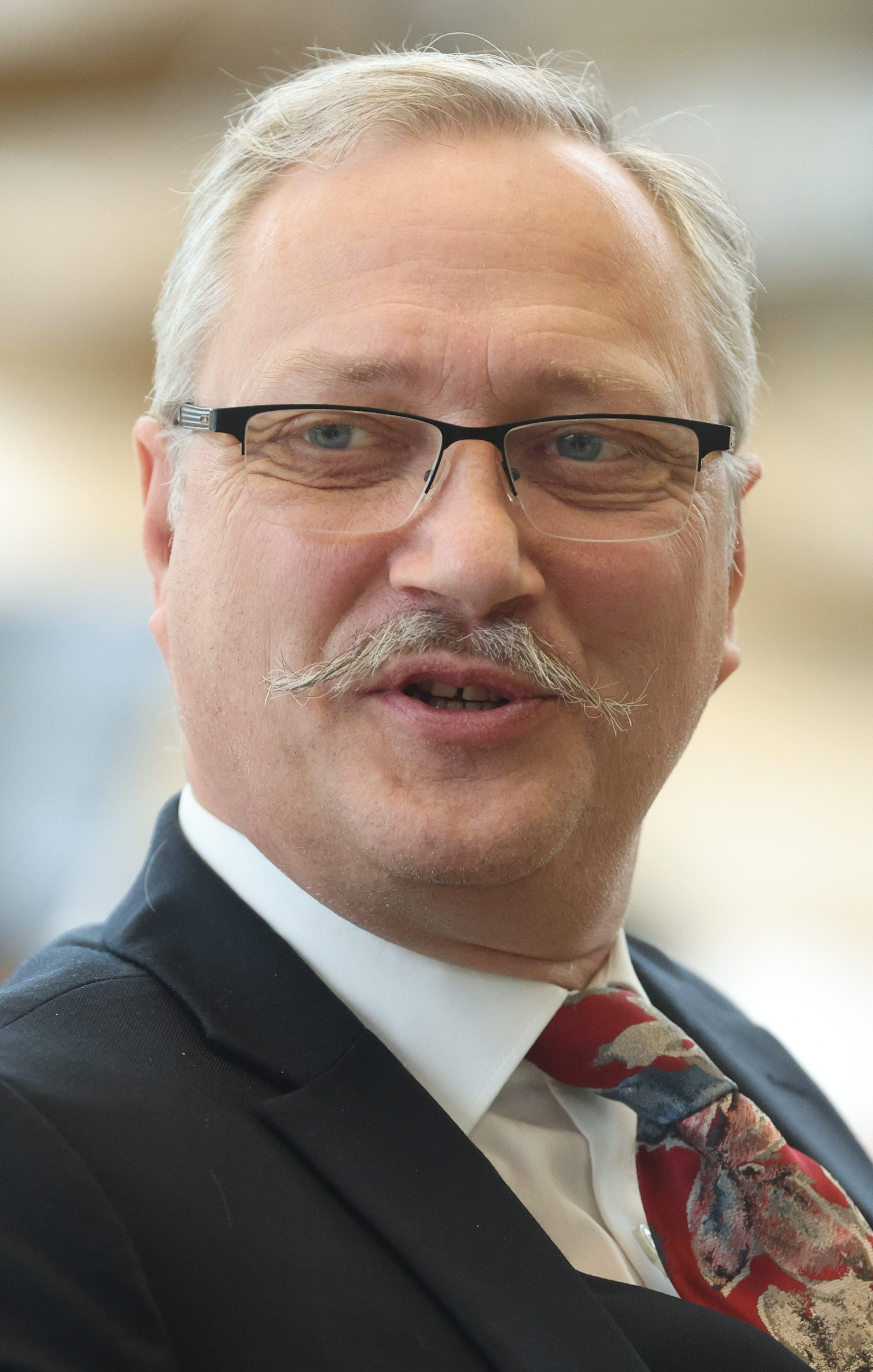
Tobias Keller (2024)

Tobias Martin Keller (* 1964 in Leipzig) ist ein deutscher Politiker (AfD). Er ist seit 2019 Mitglied des Sächsischen Landtags.

## Leben
Keller ist Meister des Gas- und Wasserinstallateurhandwerkes und führt einen entsprechenden Handwerksbetrieb. Er war Mitglied der Deutschen Sozialen Union (DSU). Im September 2010 wurde er Landesvorsitzender der DSU in Sachsen. Später engagierte er sich bei Pro Sachsen.
Seit 2014 ist Keller Mitglied der AfD und zog im gleichen Jahr für die Partei in den Stadtrat von Leipzig ein. Er ist seitdem Fraktionsvorsitzender der AfD im Stadtrat. Bei der Landtagswahl in Sachsen 2019 kandidierte er als Direktkandidat im Wahlkreis Leipzig 6 und auf Platz 18 der AfD-Landesliste. Keller wurde über die Landesliste als Abgeordneter in den Sächsischen Landtag gewählt. Bei der Landtagswahl 2024 wurde er erneut über die Landesliste in den Landtag gewählt.
Er ist verheiratet, hat drei Kinder und wohnt in Leipzig.